# Culey
Culey ist eine französische Gemeinde mit 124 Einwohnern (Stand 1. Januar 2022) im Département Meuse in der Region Grand Est (bis 2015 Lothringen); sie gehört zum Arrondissement Bar-le-Duc und zum Gemeindeverband Bar-le-Duc Sud Meuse. Die Gemeinde gehörte bis 2015 zum Kanton Ligny-en-Barrois.

## Geografie
Culey liegt rund acht Kilometer ostsüdöstlich der Kleinstadt Bar-le-Duc im Süden des Départements Meuse. Der Ort liegt am Ruisseau de Culey. Weite Teile des Gemeindegebiets sind bewaldet.
Nachbargemeinden sind Érize-Saint-Dizier im Nordosten, Loisey im Osten, Tronville-en-Barrois im Südosten, Silmont im Südwesten, Longeville-en-Barrois und Resson im Westen sowie Naives-Rosières im Nordwesten.

## Geschichte
Wie alle Gemeinden der Gegend litt die Gemeinde im Mittelalter unter Konflikten. Die schlimmsten Verwüstungen richteten der Hundertjährige Krieg und der Dreißigjährige Krieg an. Der Name der heutigen Gemeinde wurde bereits im Jahr 709 unter dem lateinischen Namen Quala erstmals in einem Dokument erwähnt. Im Mittelalter gehörte die Gemeinde zur Barrois mouvant und war Teil der Champagne. Sie unterstand der Kastlanei Pierrefitte in der Bailliage Bar. Culey gehörte von 1793 bis 1801 zum District Bar-sur-Ornain (heute Bar-le-Duc). Von 1793 bis 1801 lag sie im Kanton Loisey. Von 1801 bis 2015 war Loisey Teil des Kantons Ligny-en-Barrois. Die Gemeinde ist seit 1801 dem Arrondissement Bar-sur-Ornain (heute Bar-le-Duc) zugeteilt. Von 1973 bis zum 1. Juli 2014 war sie mit der Nachbargemeinde Loisey zur Gemeinde Loisey-Culey vereint.

## Bevölkerungsentwicklung
Trotz seiner Nähe zur Kleinstadt Bar-le-Duc war die Landflucht gleich ausgeprägt wie in vielen kleinen Gemeinden Frankreichs. Die Einwohnerschaft schrumpfte vom Höchststand 1821 bis 1982 um 74,3 Prozent. Nach einer starken Wachstumsphase zwischen 1946 und 1962 folgte eine neue Abwanderungswelle bis 1982.
| Jahr                                                   | 1962 | 1968 | 1975 | 1982 | 1990 | 1999 | 2006 | 2011 | 2019 |
| Einwohner                                              | 220  | 197  | 154  | 126  | 143  | 156  | 157  | 155  | 133  |
| Quellen: Cassini und INSEE; Angaben für 1975 bis 2011: |      |      |      |      |      |      |      |      |      |

## Sehenswürdigkeiten
- Kirche Saint-Mansuy
- Kapelle Sainte-Geneviève im Forêt Domaniale de Sainte-Geneviève im Norden der Gemeinde
- Denkmal für die Gefallenen auf dem Dorffriedhof[4]
- Drei Wegkreuze; beim Dorffriedhof, an der Straße nach Loisey und das Croix Saint-Aupre nördlich des Dorfs
- Ehemalige Wassermühle am Ruisseau de Culey
- Waschhaus aus dem 19. Jahrhundert

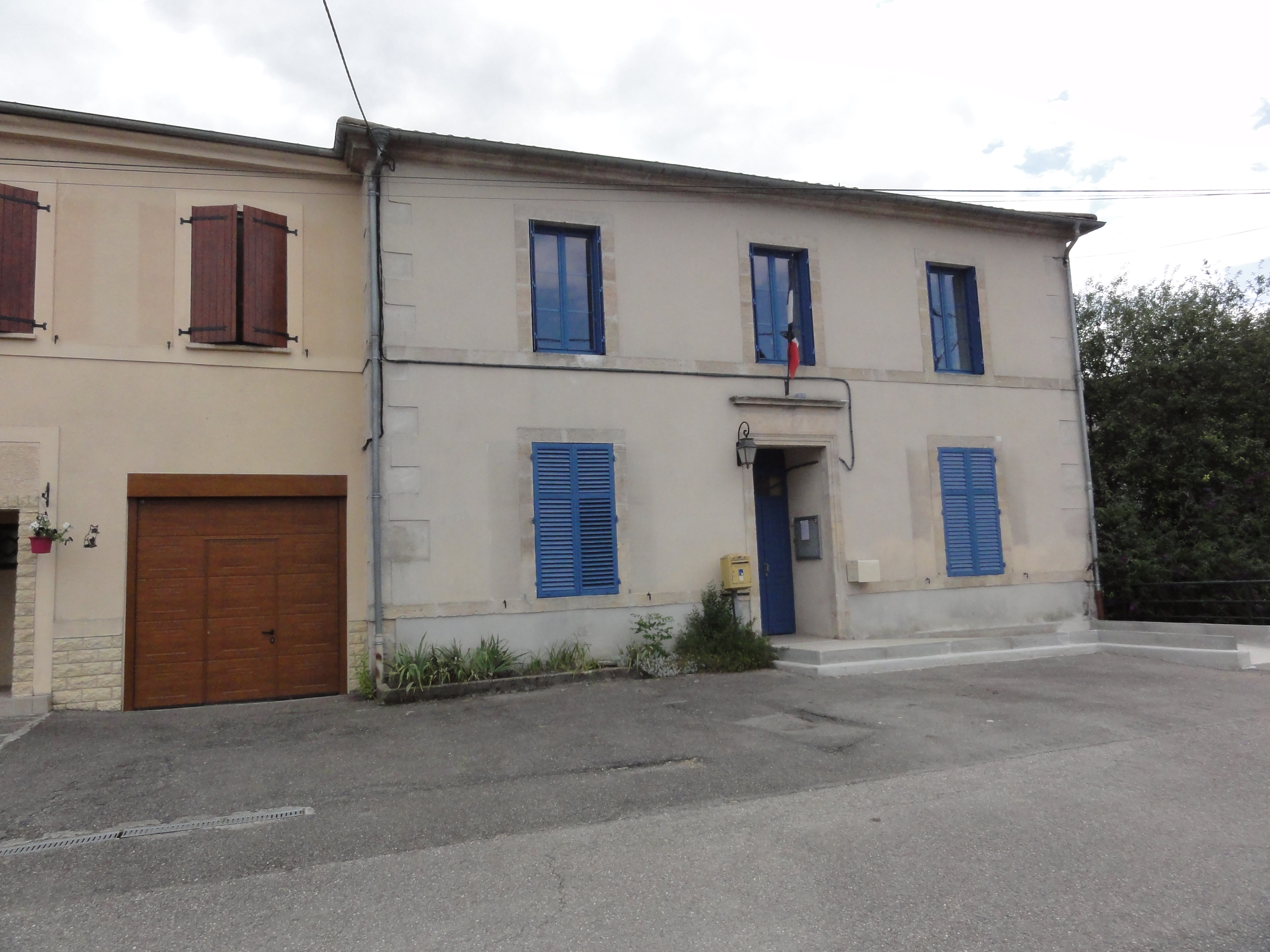
Rathaus von Culey
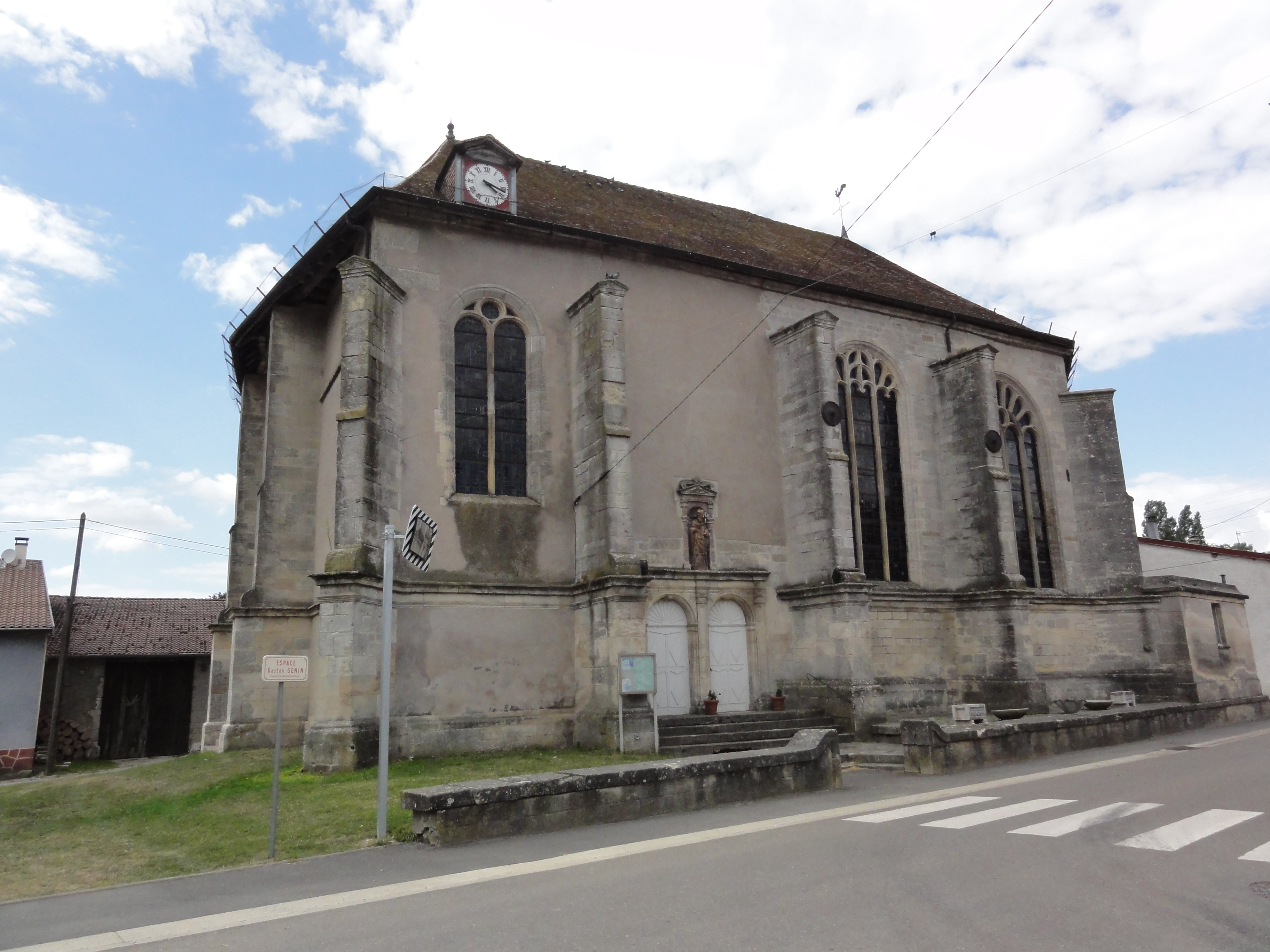
Dorfkirche Saint-Mansuy
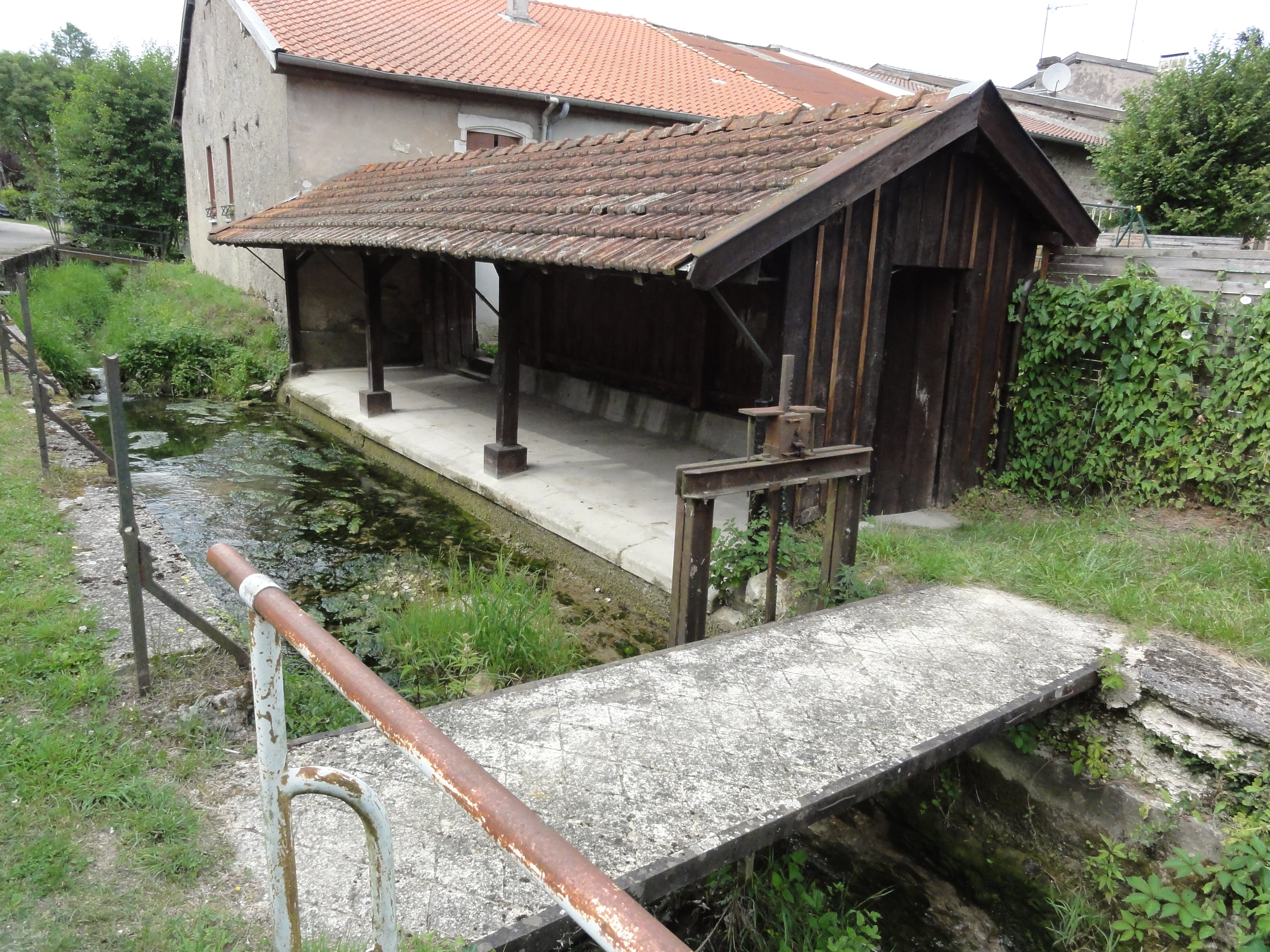
Lavoir (Waschhaus)
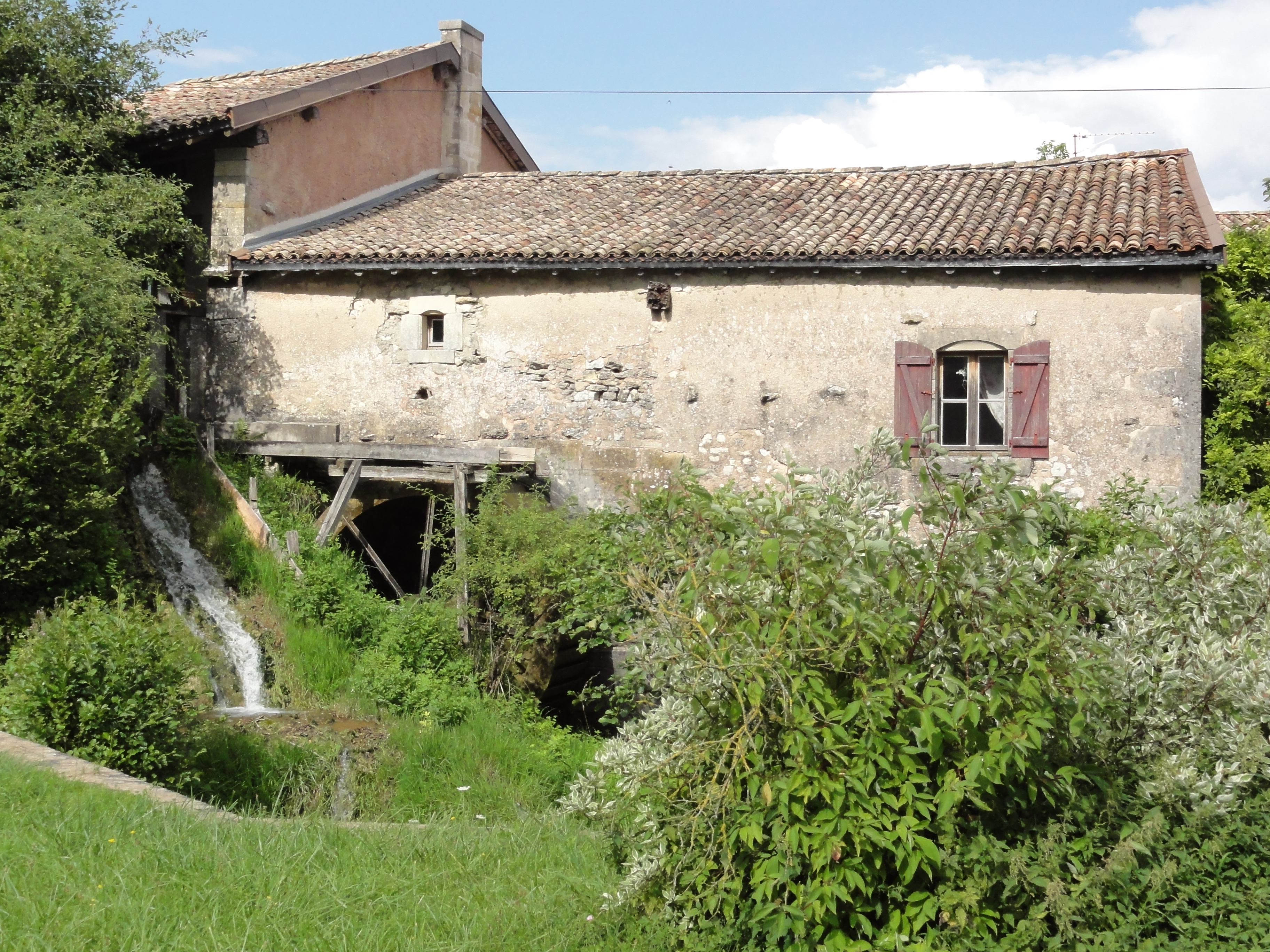
Ehemalige Wassermühle
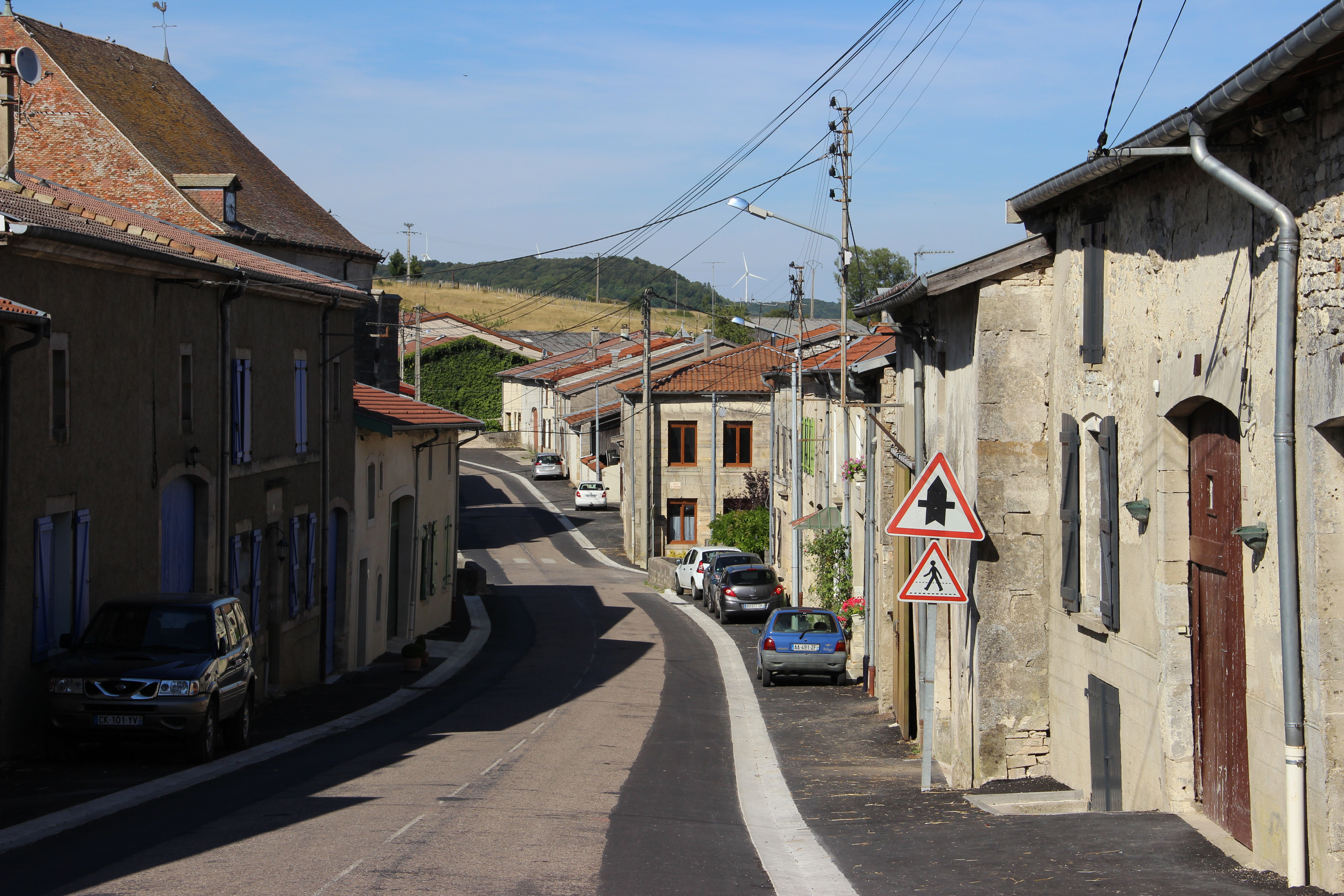
Rue Principale von Culey
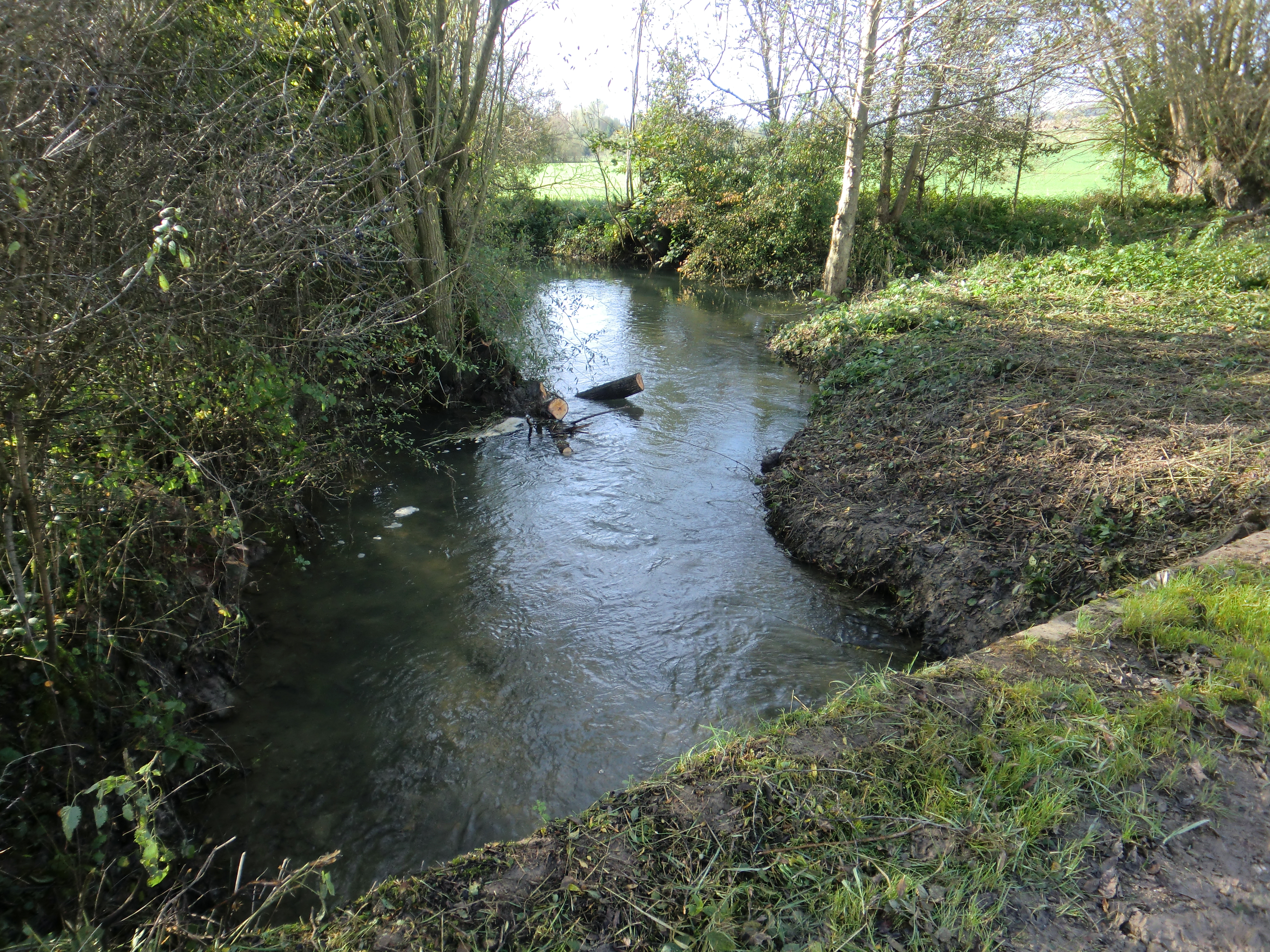
Ruisseau de Culey

## Verkehr
Verkehrstechnisch befindet sich die Gemeinde wenige Kilometer nördlich der Route nationale 4 mit dem nächsten Anschluss in Ligny-en-Barrois. Für den regionalen Verkehr sind  die D6 und die N135 wichtig.
Wenige Kilometer westlich und südlich der Gemeinde führt die Bahnstrecke von Nancy nach Bar-le-Duc vorbei, die vom TER Lorraine bedient wird. Nächstgelegene Haltestellen sind Bar-le-Duc und Nançois-Tronville.